# Воррінгтон Тауншип (округ Йорк, Пенсільванія)
Воррінгтон Тауншип (англ. Warrington Township) — селище (англ. township) в США, в окрузі Йорк штату Пенсільванія. Населення — 4552 особи (2020).

## Демографія
Згідно з переписом 2010 року, у селищі мешкали 4532 особи в 1807 домогосподарствах у складі 1358 родин. Було 1906 помешкань
Расовий склад населення:
| - 97,8 % — білих - 0,3 % — азіатів - 0,2 % — чорних або афроамериканців - 0,1 % — корінних американців |

До двох чи більше рас належало 0,7 %. Частка іспаномовних становила 1,3 % від усіх жителів.
За віковим діапазоном населення розподілялося таким чином: 18,5 % — особи молодші 18 років, 66,6 % — особи у віці 18—64 років, 14,9 % — особи у віці 65 років та старші. Медіана віку мешканця становила 45,8 року. На 100 осіб жіночої статі у селищі припадало 103,0 чоловіків;  на 100 жінок у віці від 18 років та старших — 104,1 чоловіків також старших 18 років.
Середній дохід на одне домашнє господарство  становив 84 800 доларів США (медіана — 64 232), а середній дохід на одну сім'ю — 99 007 доларів (медіана — 77 197). Медіана доходів становила 50 556 доларів для чоловіків та 40 594 долари для жінок. За межею бідності перебувало 2,1 % осіб, у тому числі 0,5 % дітей у віці до 18 років та 2,3 % осіб у віці 65 років та старших.
Цивільне працевлаштоване населення становило 2575 осіб. Основні галузі зайнятості: науковці, спеціалісти, менеджери — 14,2 %, роздрібна торгівля — 12,8 %, виробництво — 12,5 %.